# The Monsterican Dream
The Monsterican Dream är finska musikgruppen Lordis andra studioalbum, utgivet 2004. Albumet är det som har sålt sämst av Lordis skivor. The Monsterican Dream är ungefär som ett konceptalbum eftersom alla låtarna är minispökhistorier.

## Låtförteckning
1. Threatical Trailer – 1.09
2. Bring It On (The Raging Hounds Return) – 4.35
3. Blood Red Sandman – 4.03
4. My Heaven Is Your Hell – 3.41
5. Pet the Destroyer – 3.50
6. The Children of the Night – 3.45
7. Wake the Snake – 3.46
8. Shotgun Divorce – 4.42
9. Forsaken Fashion Dolls – 3.43
10. Haunted Town – 3.13
11. Fire in the Hole – 3.27
12. Magistra Nocte – 1.33
13. Kalmageddon – 4.33

Lordi har även gjort en film; The Kin, som finns på Limited Edition-versionen av det här albumet. På CD 2, så finns denna 30 minuters spelfilm, där medlemmarna i bandet; Mr. Lordi, Kita, Kalma, Amen och Enary är med. På DVD:n finns även musikvideon till Blood Red Sandman, och en dokumentär om hur de gjorde filmen The Kin. Albumet är nästan som ett konceptalbum eftersom alla låtarna är spökhistorier.
Albumets singlar
1. Blood Red Sandman
2. My Heaven is Your Hell